# Banco Caixa Geral
Banco Caixa Geral fue un banco español con sede en Vigo. Era la filial española de la entidad portuguesa Caixa Geral de Depósitos.

## Historia
El Banco se constituyó en el año 1969 con la denominación de “Banco Industrial Fierro, S.A.”. En 1975, modificó su razón social por la de “Banco de Finanzas, S.A.”, en 1986 por la de “Chase Manhattan Bank España, S.A.” y en 1991 por la de “Banco Luso Español, S.A.”.
En julio de 1991, el 99,9% del capital social del Banco fue adquirido por Caixa Geral de Depósitos.
El 23 de agosto de 2002, fue inscrita en el Registro Mercantil la escritura de fusión de Banco Luso Español, S.A., Banco de Extremadura, S.A. y Banco Simeón S.A. mediante la absorción de Banco de Extremadura, S.A. y Banco Simeón, S.A. por Banco Luso Español, S.A.
El 29 de octubre de 2002, fue inscrito en el Registro Mercantil el cambio de denominación social del Banco por la de Banco Simeón, S.A.
El 13 de junio de 2006, fue inscrito en el Registro Mercantil el cambio de denominación social del Banco por la de Banco Caixa Geral, S.A.
El 22 de noviembre de 2018, ABANCA fue anunciada por el Consejo de Ministros portugués como la adjudicataria de Banco Caixa Geral por unos 364 millones de euros.
El 14 de octubre de 2019, ABANCA cerró la compra de Banco Caixa Geral por un importe total de 384 millones de euros, frente a los 364 inicialmente calculados, y pasó a controlar un 99,79% del capital de Banco Caixa Geral. Tras la fusión, ABANCA sumaría 7.000 millones de euros de negocio de más de 131.000 clientes, así como 110 nuevas sucursales y más de 500 empleados, con especial presencia en las provincias más cercanas a la frontera con Portugal.
El 16 de marzo de 2020, ABANCA concluyó la integración tecnológica, de marca y legal de Banco Caixa Geral, tras la culminación previa de la fusión jurídica y contable de ambas entidades, la cual se produjo el 13 de marzo mediante su inscripción en el Registro Mercantil de La Coruña.

## Red de oficinas
A 31 de diciembre de 2018, Banco Caixa Geral contaba con 110 oficinas en el territorio nacional, así como de 3 oficinas de representación en el extranjero y 536 empleados.